# Juri Nikolajewitsch Sysujew
Juri Nikolajewitsch Sysujew (russisch Юрий Николаевич Сысуев; * 6. Februar 1949 im Dorf Wozdwischenka, Region Primorje) ist ein russischer Admiral i. R. Er war von 2003 bis 2009 Chef der Seekriegsakademie N. G. Kusnezow.

## Leben
Sysujew absolvierte 1971 die Kaspische Rotbanner-Offiziershochschule der Seestreitkräfte S.M. Kirow in der Spezialisierungsrichtung Navigation und diente in der Pazifikflotte als Kommandeur des Gefechtsabschnittes Navigation (GA-1) sowie als Erster Offizier auf einem U-Boot des Projektes 613. Nach Absolvieren Höherer Offizierslehrgänge der Seekriegsflotte 1976 wurde er als Erster Offizier des mittleren U-Bootes S-365 der Pazifikflotte und 1977 als Kommandant des mittleren U-Bootes S-224 der Kamtschatka-Flottille eingesetzt. Von 1980 bis 1982 studierte er an der Seekriegsakademie und fand nach erfolgreichem Abschluss als Kommandant eines Atom-U-Bootraketenkreuzers der Charlie-Klasse Verwendung. Ab 1985 diente er als stellvertretender Kommandeur der 28. U-Bootdivision in Sowetskaja Gawan. Die Sowjetunion pachtete ab 1979 für die Pazifikflotte die vietnamesische Marinebasis Cam Ranh. Von 1989 bis 1990 kommandierte der inzwischen zum Kapitän zur See beförderte Sysujew die dort stationierte 38. U-Bootdivision. Von 1990 bis 1992 war er Stellvertreter des Kommandeurs und nach seiner Ernennung zum Konteradmiral 1992 bis 1993 Kommandeur des 5. Operativen Geschwaders der Schwarzmeerflotte. Während seines Einsatzes als Chef des 31. wissenschaftlichen Forschungszentrums der Seekriegsflotte in Feodossija von 1993 bis 1999 besuchte er von 1995 bis 1996 die Militärakademie des Generalstabes der Russischen Streitkräfte und wurde anschließend zum Vizeadmiral befördert. Er leitete und organisierte dort Versuche mit den modernsten Raketenwaffenkomplexen seiner Zeit, wie dem Raketenkomplex Uran. Von 1999 bis 2003 war er Chef von sechs Höheren Speziallehrgängen für Offiziere der Seekriegsflotte und von Mai 2003 bis 2009 Chef der Seekriegsakademie. Am 12. Juni 2004 wurde er zum Admiral befördert und 2009 in den Ruhestand versetzt.
Der Kandidat der Militärwissenschaften war Dozent und Vorsitzender des Expertenrates und kollektiven Beratungsgremiums beim Oberkommandierenden der Seekriegsflotte. Er ist Mitglied des Rates der Internationalen Assoziation gesellschaftlicher Organisationen der Veteranen der U-Bootflotten und U-Bootfahrer.

## Auszeichnungen
- Orden des Roten Sterns
- Orden „Für militärische Verdienste“
- Orden des Heiligen Großfürsten Dmitri Donskoi
- Weitere Medaillen

## Weblink
- Juri Nikolajewitsch Sysujew. Zentrum für militärpolitische Forschungen (Moskau), abgerufen am 31. Dezember 2014 (russisch).